# Mikey Dread

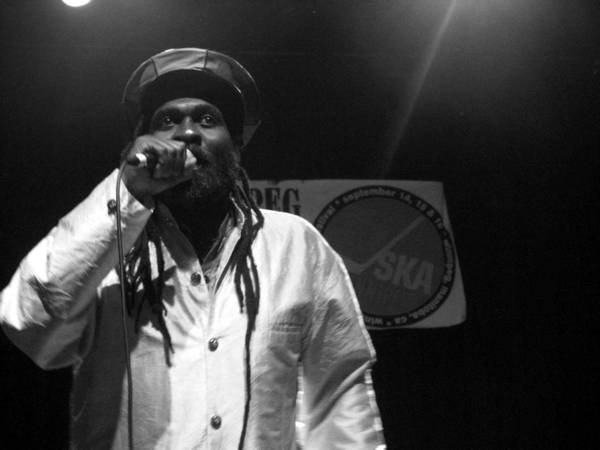
Mikey Dread, Winnipeg Ska & Reggae Festival 2006

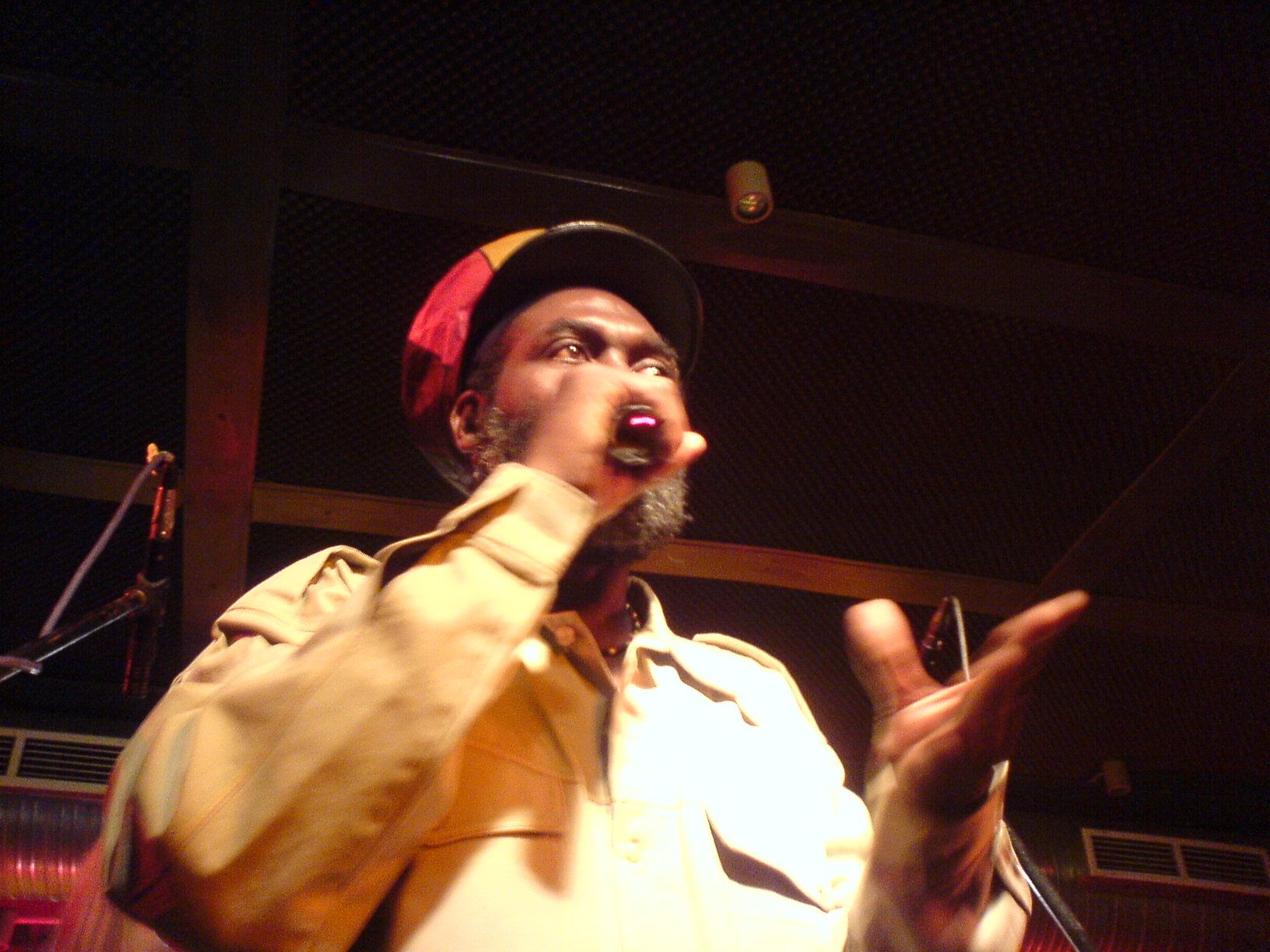
Mikey Dread

Mikey Dread właśc. Michael Campbell (ur. w 1954 w Port Antonio, zm. 15 marca 2008 w Connecticut) – jamajski wokalista reggae, producent i prezenter radiowy.

## Życiorys
Karierę rozpoczął jako inżynier dźwięku w Jamaica Broadcasting Corporation (JBC). W latach 70. prowadził najpopularniejszą na Jamajce audycję radiową poświęconą reggae Dread at the Controls. W późniejszych latach zdobył popularność jako producent (m.in. The Clash, Izzy Stradlin) i wykonawca roots reggae. Prowadził własną wytwórnię płytową, regularnie nagrywał i koncertował. W 2007 zdiagnozowano u niego nowotwór mózgu. 15 marca 2008 zmarł w domu swojej siostry w Connecticut w Stanach Zjednoczonych.

## Dyskografia
- Dread at the Controls (1979, Dread At The Control (DATC))
- African Anthem (1979, Cruise)
- Evolutionary Rockers (1979, DATC)
- Dread at the Controls (1979, Trojan)
- World War III (1981, Dread at the Control)
- S.W.A.L.K. (1982, Dread at The Control)
- Dub Catalogue Volume 1 (1982, DATC)
- Dub Merchant (1982, DATC)
- Jungle Signal (1982, DATC)
- Pave the Way (1984, Heartbeat)
- Happy Family (1989, RAS)
- Best Sellers (1991, Rykodisc)
- Profile (1991, RAS)
- Obsession (1992, Rykodisc)
- SWALK / ROCKERS VIBRATION (1994, Heartbeat)
- Dub Party (1995, ROIR)
- The Prime of Mikey Dread (1999, Music Club)
- World Tour (2001, DATC)
- Rasta In Control (2002, DATC)